# 朗德佩勒斯
朗德佩勒斯（法語：Landepéreuse，法語發音：[lɑ̃dpeʁøz]）是法国厄尔省的一个旧市镇，位于该省西南部，属于贝尔奈区。2016年1月1日，朗德佩勒斯和相邻的另外15个市镇合并为新市镇乌什地区梅尼勒（Mesnil-en-Ouche）。

## 地理
朗德佩勒斯（49°0'16"N, 0°38'18"E）面积8.92 平方千米，位于法国诺曼底大区厄尔省，该省份为法国北部内陆省份，北起滨海塞纳省，西接奧恩省和卡爾瓦多斯省，南至厄尔-卢瓦省，东临瓦兹省、瓦兹河谷省和伊夫林省。
与朗德佩勒斯接壤的市镇（或旧市镇、城区）包括：乌什地区圣玛格丽特、尚布拉克、埃皮奈、容克雷德利韦、拉鲁西耶尔、圣欧班德艾。

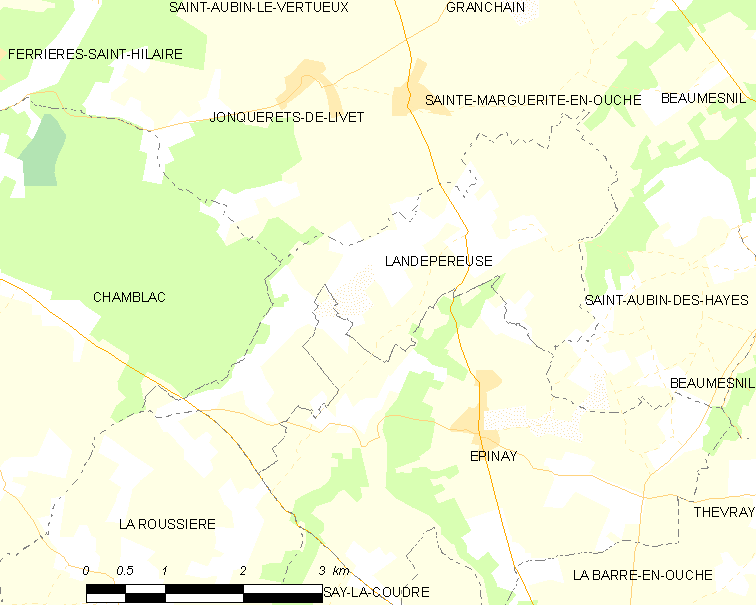
朗德佩勒斯的OSM定位图

朗德佩勒斯的时区为UTC+01:00、UTC+02:00（夏令时）。

## 行政
朗德佩勒斯的邮政编码为27410，INSEE市镇编码为27362。

## 政治
朗德佩勒斯所属的省级选区为贝尔奈县。

## 人口

1962-2008年间朗德佩勒斯人口变化图示

朗德佩勒斯于2018年1月1日时的人口数量为391人。